# کلیف کار
کلیف کار (انگلیسی: Cliff Carr؛ زادهٔ ۱۹ ژوئن ۱۹۶۴) بازیکن فوتبال اهل بریتانیا است.
از باشگاه‌هایی که در آن بازی کرده‌است می‌توان به باشگاه فوتبال استوک سیتی، باشگاه فوتبال منزفیلد تاون، باشگاه فوتبال فولام، باشگاه فوتبال چسترفیلد، و باشگاه فوتبال شروزبری تاون اشاره کرد.
وی همچنین در تیم ملی فوتبال زیر ۲۱ سال انگلستان بازی کرده‌است.